# Csénye
Csénye község Vas vármegyében, a Sárvári járásban.

## Fekvése
A Gyöngyös és a Hosszúvíz-patak találkozásánál található. Sárvártól 5 kilométerre nyugatra fekszik. Porpác, Bögöt, Ikervár és Megyehíd települések veszik körül. Része még Füztű is, amely Csénye és Megyehíd között fekszik.

### Megközelítése
A község főutcája a 8458-as út, ezen érhető el Sárvár és a 88-as főút felől is. Keleti határszéle mellett, annak közvetlen közelében elhalad az előbbin felül még a 8701-es út is.
A hazai vasútvonalak közül a település közigazgatási határai között áthalad, a belterülettől pár száz méterre északra a Székesfehérvár–Szombathely-vasútvonal és északnyugaton egy rövid szakaszon a Hegyeshalom–Porpác-vasútvonal is, de egyiknek sincs itt megállási pontja. A legközelebbi vasúti csatlakozási lehetőséget így a két vonal egyik közös állomása, Porpác vasútállomás kínálja, amely Csénye nyugati határszélétől mindössze néhány lépésnyire, központjától 3,5 kilométerre helyezkedik el.

## Története
Csénye első írásos említése 1221-ből származik, még Chence alakban írva. A község neve régi okiratokban többféleképpen szerepel: Cheyne (1283), Chene (1390, 1424, 1492). A 16. századtól kezdve Csényének említik. A községhez tartozott később Zuggó-malom, Füztü és Csénye újmajor.
A község határában a római sírokat és agyagedényeket találtak.
A Csénye község területén végigfolyó Gyöngyös-patakot a rómaiak állítólag öntözőcsatornának használták, mert ez a vidék lapályosságánál fogva állattenyésztésre és földművelésre kiválóan alkalmas volt. A patak egykoron két vízimalmot is hajtott a falu határában (Cseh malom, Zuggó malom). A község határában, a Tilosaljai dűlőben római sírokat és agyagedényeket is találtak „Fortis” felirattal.
Szájhagyomány szerint az első lakott rész a Teveli dűlőn volt. A történelem folyamán Csénye úrbéres jobbágy község lett, földesurai sárváriak.
A csényei katolikus egyház alapítására vonatkozóan nincsenek adataink. A győri egyházmegye szombathelyi zsinatja 1579-ben tette kötelezővé a születési, házassági, anyakönyvek vezetését. Ezek azonban legnagyobb részben elkallódtak, vagy pedig a vallásháborúk, ill. reformáció idejében megsemmisültek. Jelenleg a születési anyakönyvek csak 1732-től, a házassági és halálozási anyakönyvek pedig 1754-től kezdődnek. A község közepén fekvő római katolikus templom építési idejére vonatkozóan biztos forrásunk nincs. 1646-ból olvassuk, hogy templomát a rábakovácsi lelkészre bízzák. A templom nepomuki Szent János tiszteletére van szentelve. Oltárképe nepomuki Szent János megdicsőülését ábrázolja. Búcsúját minden év május 16-át követő vasárnap tartják.
Érdekes adalék hogy, a falu plébánosai között olyan emberek is megfordultak, akik túllépve az egyház keretein, a falu társadalmi életében is jelentős szerepet játszottak. Kiemelkedik közülük Mikics Géza plébános, aki 1902-től 1933. december 23-ig volt a falu lelkipásztora. Nevéhez fűződik a Katolikus Népszövetség, Szívgárda, Jézus Szíve Társulat helyi szervezeteinek alapítása. Az ő idejében épült az új elemi iskola, és tanítólakás, valamint az újmajori kápolna. A Tűzoltó Egyesületnek alapító tagja és elnöke volt.
A falun halad át az országos kék jelzés egy szakasza is.

## Közélete

### Polgármesterei
- 1990–1994: Szabó Miklós (független)[3]
- 1994–1998: Szabó Miklós (független)[4]
- 1998–2002: Szabó Miklós (független)[5]
- 2002–2006: Pál Tibor (független)[6]
- 2006–2010: Pál Tibor (független)[7]
- 2010–2014: Pál Tibor (független)[8]
- 2014–2019: Pál Tibor (független)[9]
- 2019–2024: Králl Csaba (független)[10]
- 2024– : Králl Csaba (független)[1]

## Népesség
A település népességének változása:
| Lakosok száma | 699  | 706  | 712  | 715  | 685  | 643  | 645  |
|               | 2013 | 2014 | 2015 | 2021 | 2022 | 2023 | 2024 |

A 2011-es népszámlálás során a lakosok 80,3%-a magyarnak, 0,8% németnek mondta magát (19,7% nem nyilatkozott; a kettős identitások miatt a végösszeg nagyobb lehet 100%-nál). A vallási megoszlás a következő volt: római katolikus 64,1%, református 1%, evangélikus 1,8%, görögkatolikus 0,4%, felekezet nélküli 2,7% (28,6% nem nyilatkozott).
2022-ben a lakosság 94%-a vallotta magát magyarnak, 1,3% németnek, 1,2% cigánynak, 0,1-0,1% görögnek, bolgárnak, ruszinnak, szlovénnek és románnak, 1,5% egyéb, nem hazai nemzetiségűnek (5,5% nem nyilatkozott; a kettős identitások miatt a végösszeg nagyobb lehet 100%-nál). Vallásuk szerint 56,6% volt római katolikus, 2,9% evangélikus, 2% református, 0,1% görög katolikus, 1% egyéb keresztény, 0,7% egyéb katolikus, 6,4% felekezeten kívüli (30,1% nem válaszolt).

## Nevezetességei
- Deák Ferenc utcai kálvária - állítólag 1863-ban épült 13 stációval.
- Ménistálló (Füztűn található) - Ferenc bajor herceg építtette.
- Vas vármegye legrégebbi paplakja
- Benedek Elek mesepark
- Világháborús hősi emlékmű
- Sírkert és kápolna
- Nepomuki Szent János-templom
- Lourdesi szobornak helyet adó kápolna - 1892-ben épült.
- Szent István-szobor[13]
- A településen áthalad az Országos Kéktúra.